# Balthasar av Thüringen

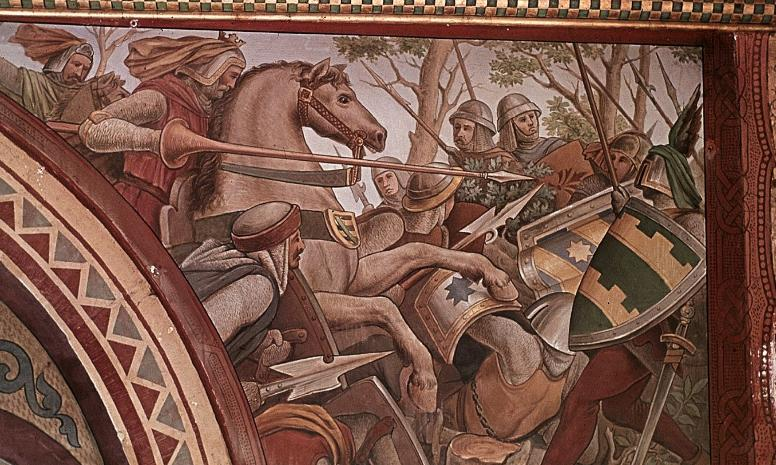
Balthasar av Thüringen

Balthasar av Thüringen, född 21 december 1336, död 18 maj 1406 i Leipzig, son till Fredrik den allvarlige.